# Pailou

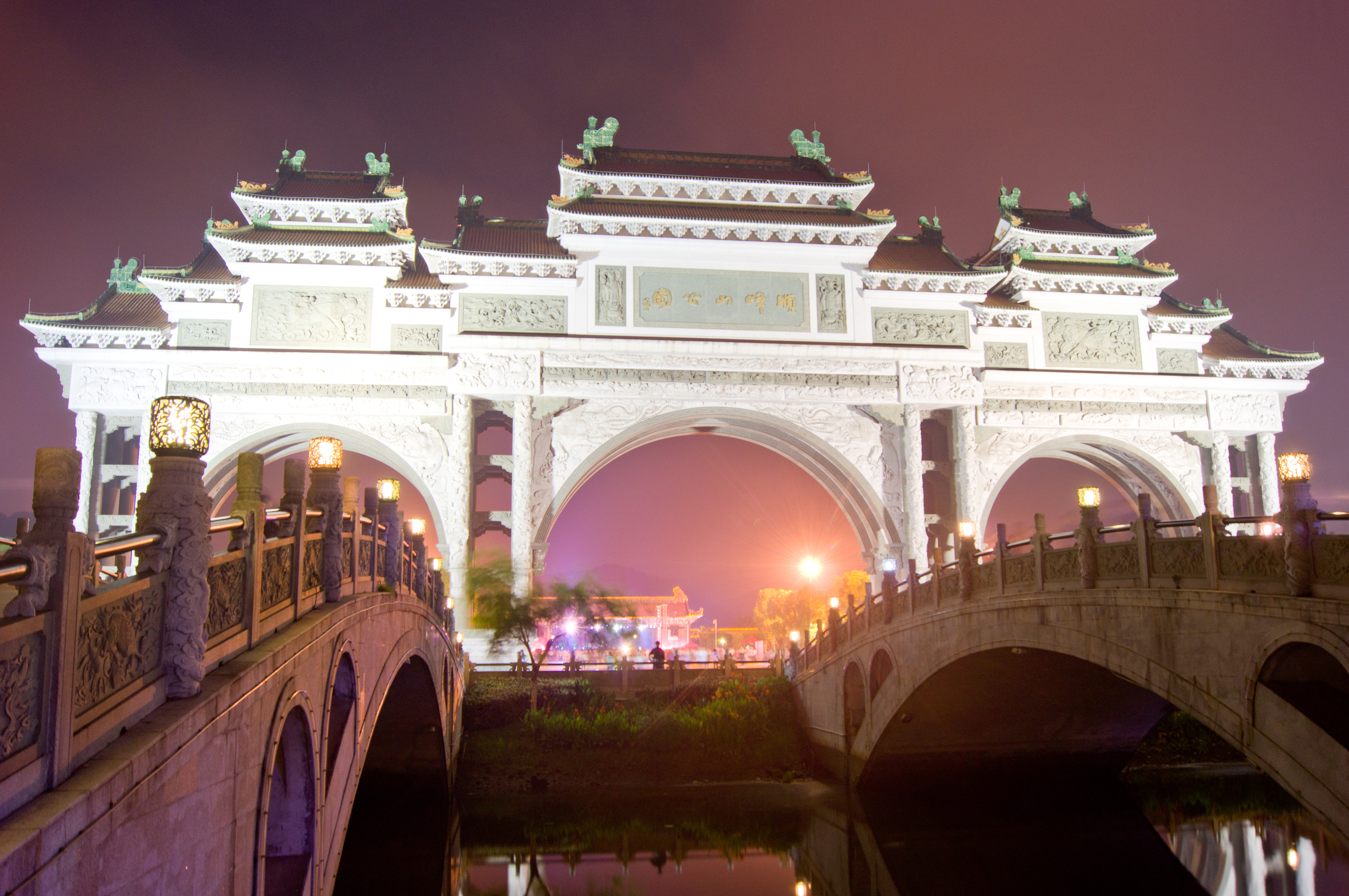
Pailou in Shunde, China

Das Scheintor Pailou (chinesisch 牌樓 / 牌楼, Pinyin páilou) ist ein Element der chinesischen Architektur. 

## Funktion
Pailous wurden in China aus Holz oder Stein errichtet, mit geschwungenen Dächern versehen und hatten mehrere Bögen. Als Ehrentor waren sie in der Funktion vergleichbar mit dem europäischen Triumphbogen.

## Geschichte
Man vermutet, dass der chinesische Pailou auf das indische Tempeltor Torana zurückgeht, das an die chinesische Bauweise angepasst wurde.
Während der Tang-Dynastie wurde es als Drachenkopftor (乌头门,  wūtóumén) bezeichnet, weil die Spitzen der beiden Pfosten schwarz bemalt waren. Ein solches Drachenkopftor war für Beamte ab dem 6. Rang und höher reserviert.
In der Song-Dynastie wurde die Bauweise standardisiert. Sie bestand aus zwei Pfosten mit einem horizontalen Querbalken und zwei Toren.
In der Ming- und Qing-Dynastie kamen die Bezeichnungen Pailou und Paifang auf und die Bauweise wurde komplizierter mit mehr Pfosten und Toren.

## Begriff
Die Bezeichnung setzt sich aus den beiden Schriftzeichen „pai“ (牌,  pái – „Inschriftentafel“) und „lou“ (楼,  lóu – „mehrgeschossiger Bau“). Umgangssprachlich werden die beiden Begriffe „Pailou“ (牌楼,  páilou) bzw. „Paifang“ (牌坊,  páifāng) oft synonym verwendet. Strenggenommen existiert zwischen ihnen jedoch ein baulicher Unterschied.

## Architektonischer Unterschied
In der chinesischen Architektur unterscheiden sich die beiden architektonischen Bauelemente der Tore „Pailou“ bzw. „Paifang“ aufgrund ihrer Bauweise. Ein „Pailou“ besitzt typischerweise kleine Bedachung (屋顶,  wūdǐng) als baulichen Wetterschutz für die vertikalen und horizontalen Elemente des Tores. Außerdem gehört der „Dougong“ (斗栱,  dǒugǒng), ein typisches chinesisches Bauelement, zum „Pailou“ dazu. Sie wirken im Gegensatz zu den „Paifang“ architektonisch daher etwas schwerer. Ein „Paifang“ hat architektonisch typischerweise keines dieser beiden Elemente und wirkt daher meist einfacher und leichter. Jedoch entwickelten sich mit der Zeit auch „Paifang“ mit einfachem Wetterschutz, die ihre architektonische Leichtigkeit jedoch weiterhin beibehalten.

## Denkmäler

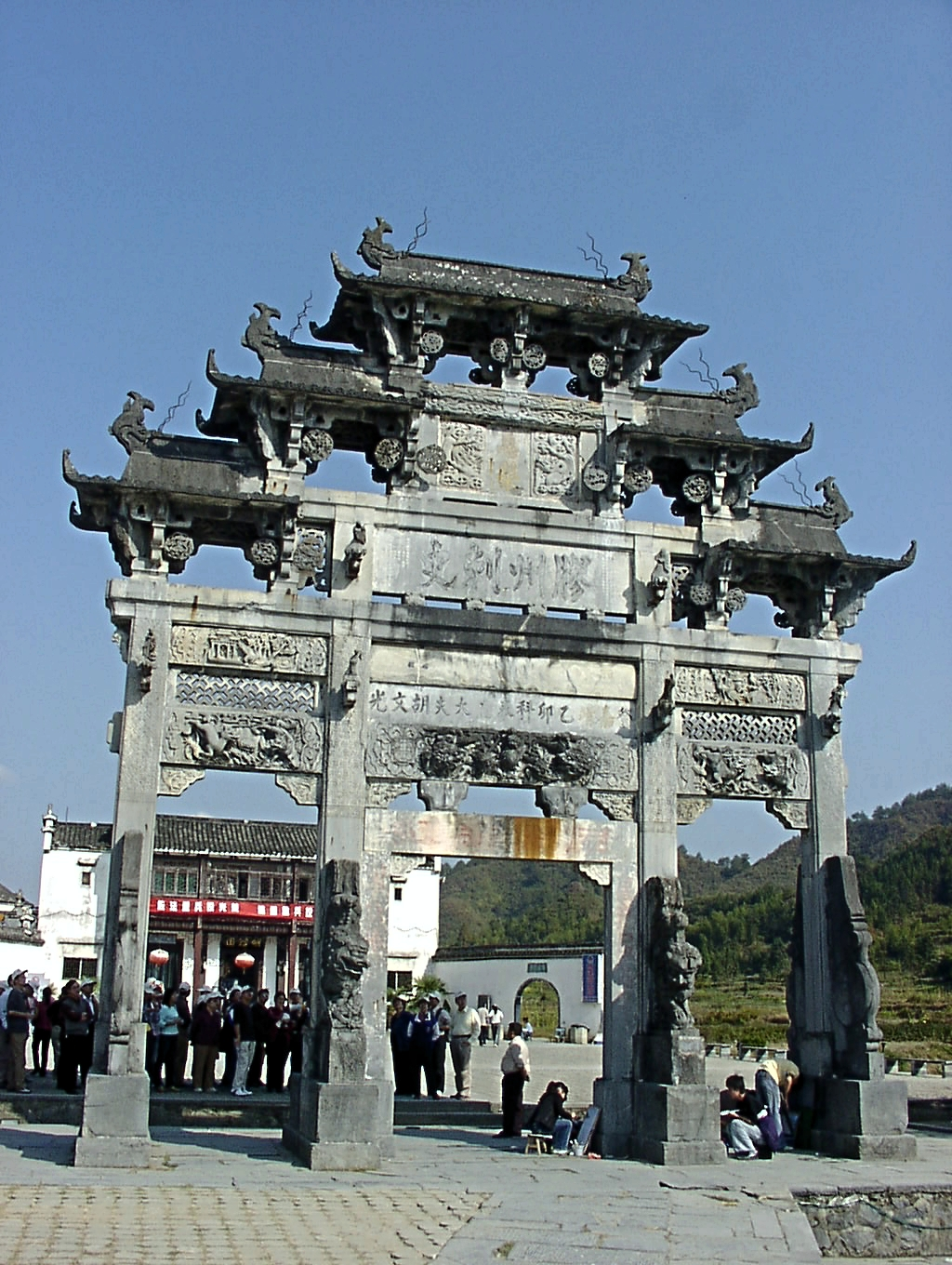
Pailou in Xidi, Provinz Anhui

Auf der chinesischen Denkmalsliste stehen unter anderem folgende Pailous:
- Nángé Páilouqún 南阁牌楼群 (Pailou-Gruppe, Ming-Dynastie, Yueqing, Zhejiang)
- Tàihéyán Páilou 太和岩牌楼 (Qing-Dynastie, Jiexiu, Shanxi)
- Xīdìcūn Gǔ Jiànzhùqún 西递村古建筑群 (Yi, Anhui)
- Tángyuè Páifāngqún 棠樾牌坊群 (Paifang-Gruppe, Ming- bzw. Qing-Dynastie, Huangshan, Anhui)

Tángyuè Páifāngqún im Dorf Tangyue in Huangshan, Provinz Anhui

## Galerie

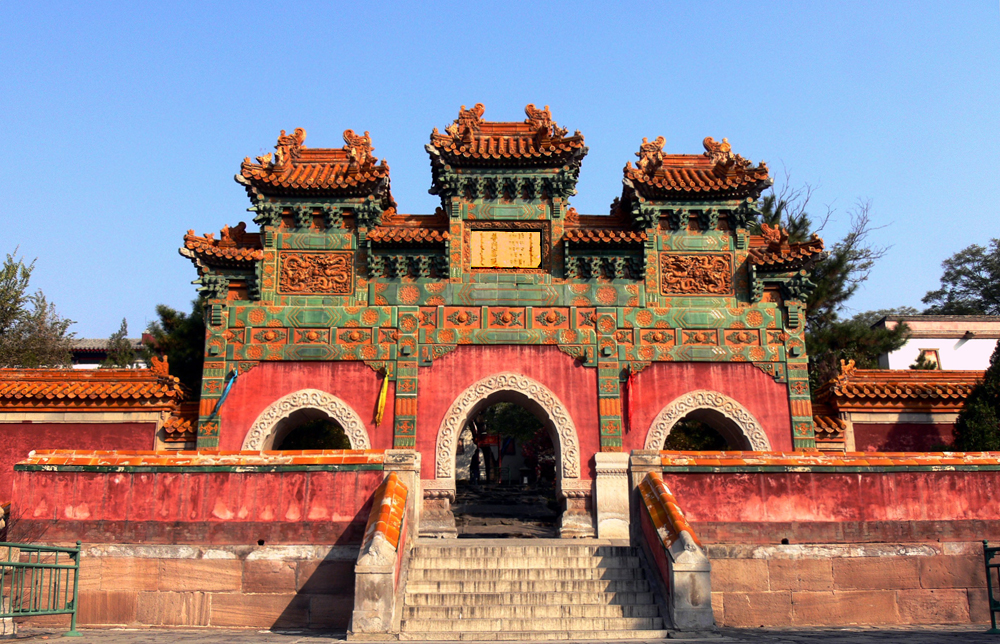
Pailou als Durchgang am Putuo-Zongcheng-Tempel von Chengde
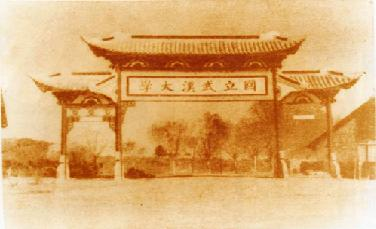
Pailou der Wuhan-Universität (1920)
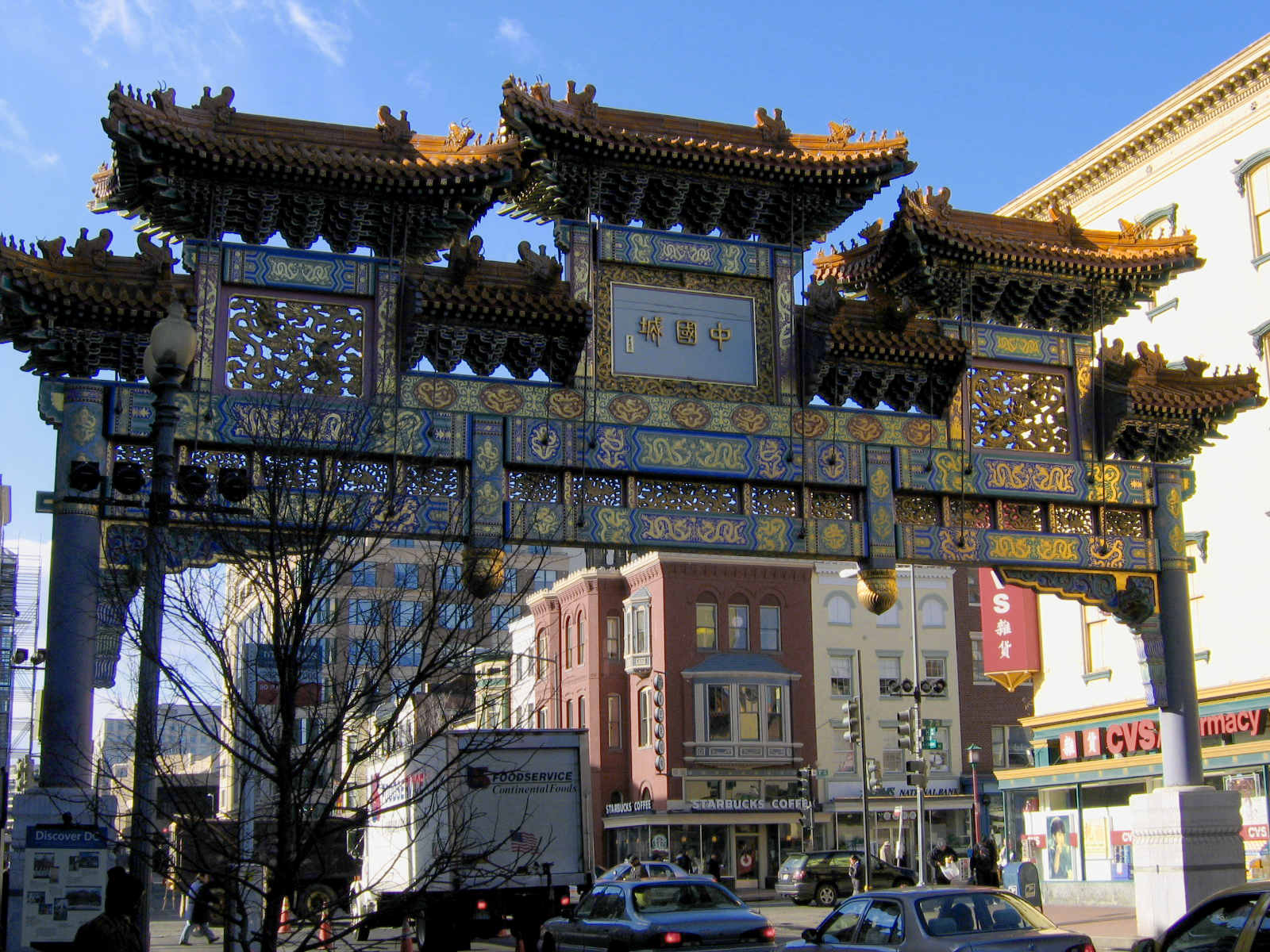
Pailou als Friendship Gate in Chinatown von Washington, D.C.
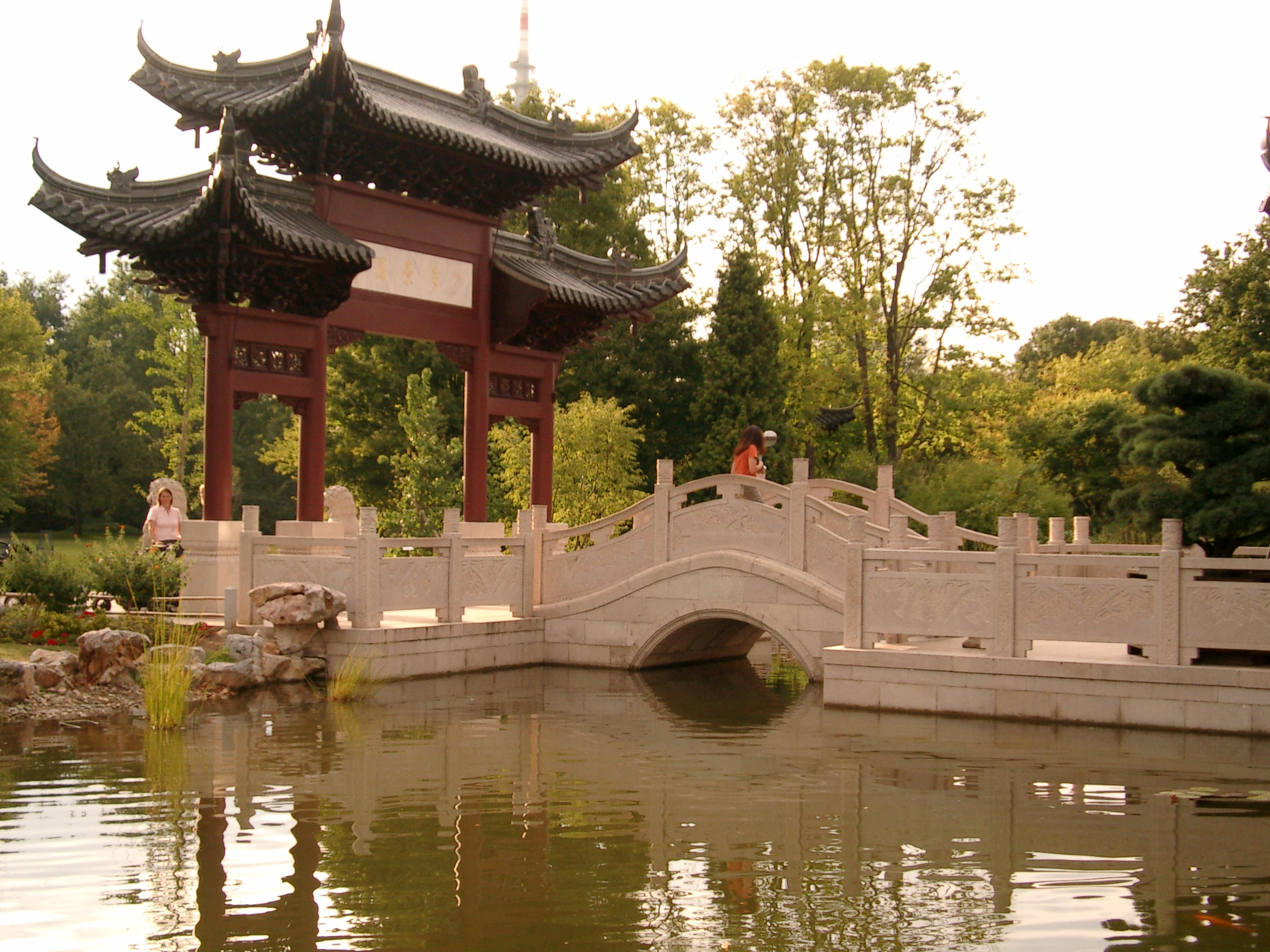
Pailou in einer Tempel-Anlage in Deutschland
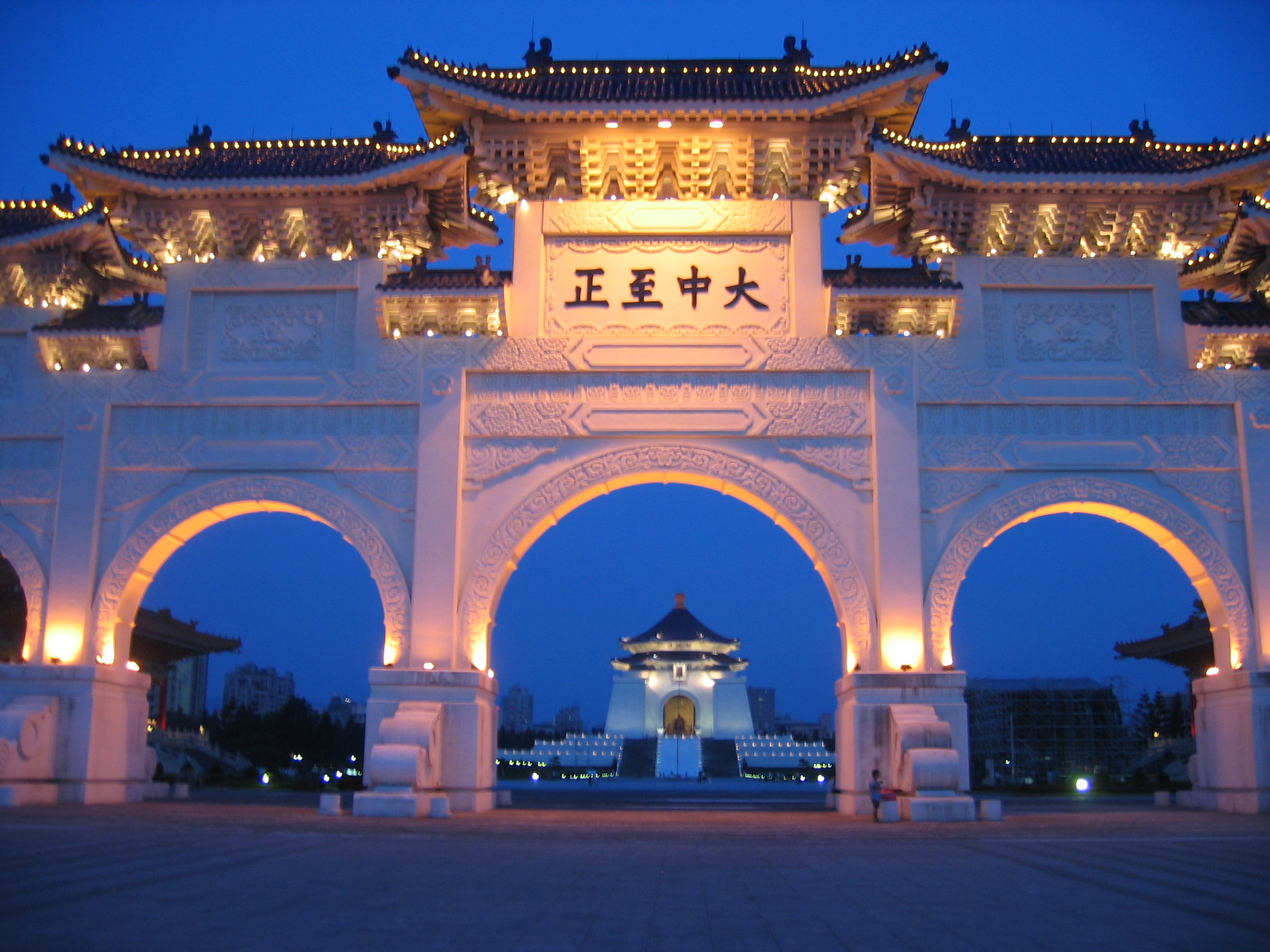
Pailou an der Chiang-Kai-shek-Gedächtnishalle in Taipei
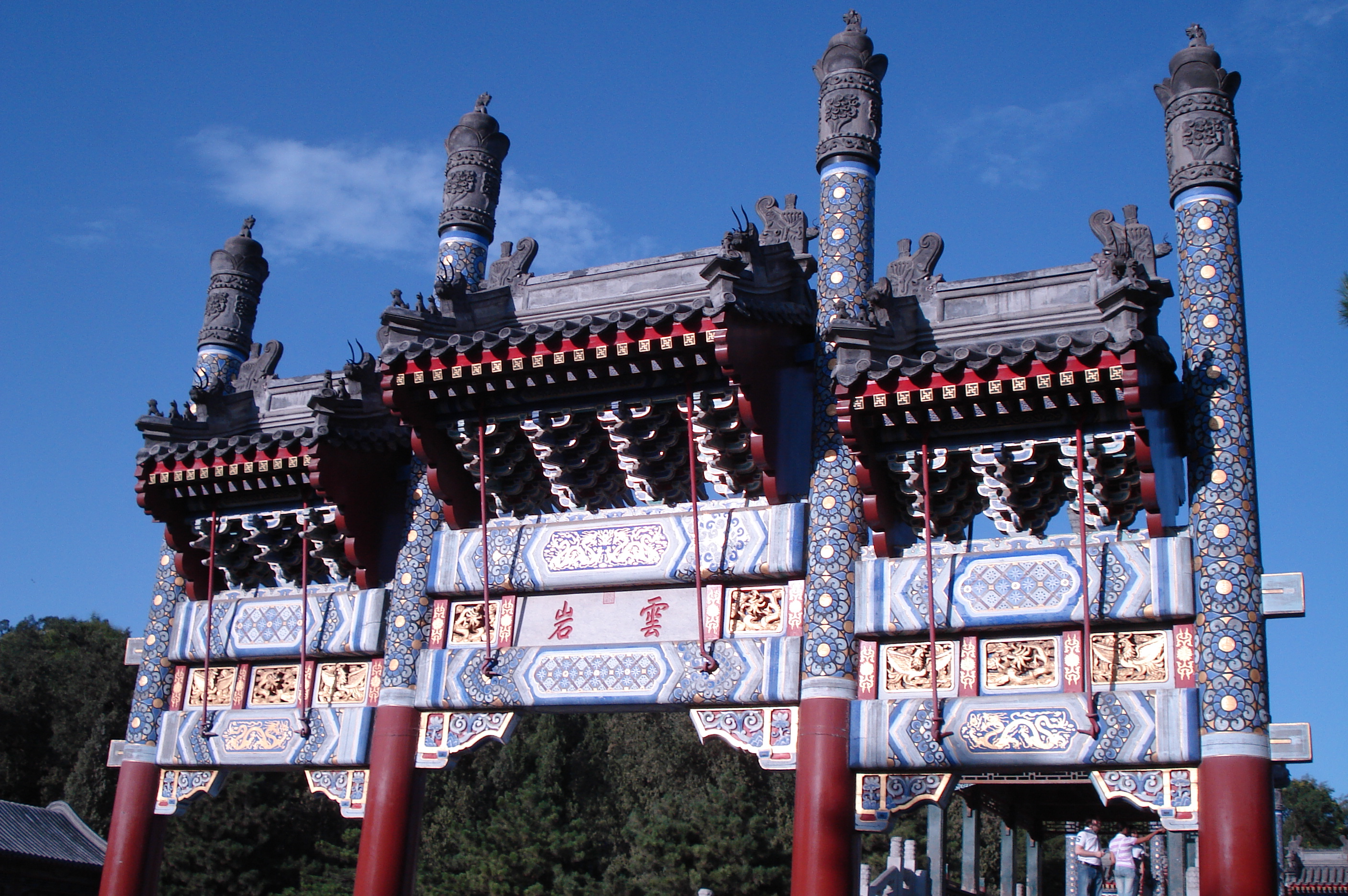
Bemalter Paifang im Sommerpalast von Peking
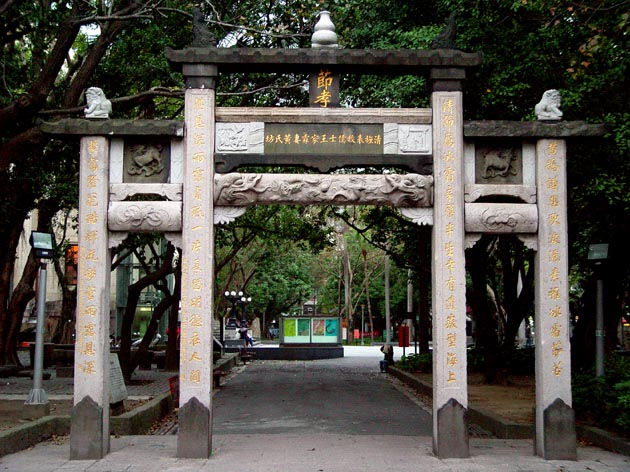
Paifang im 228 Peace Memorial Park in Taipei
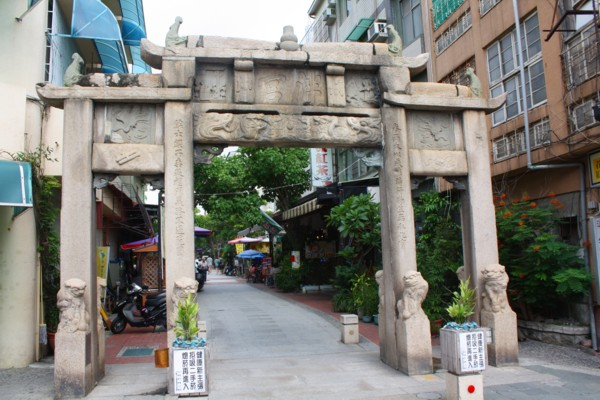
Paifang im Stadtviertel von Tainan
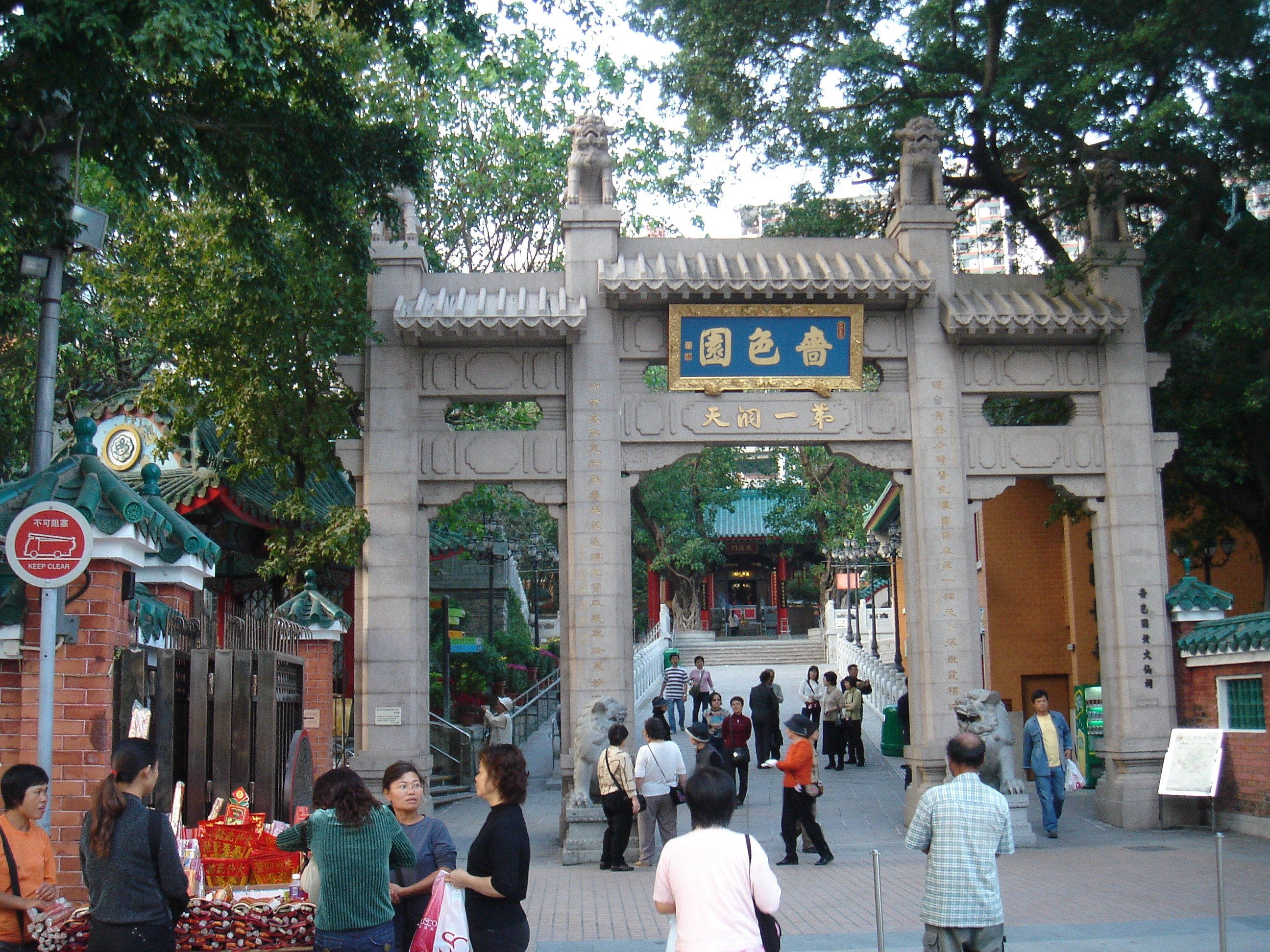
Paifang am Wong-Tai-Sin-Tempel in Hongkong
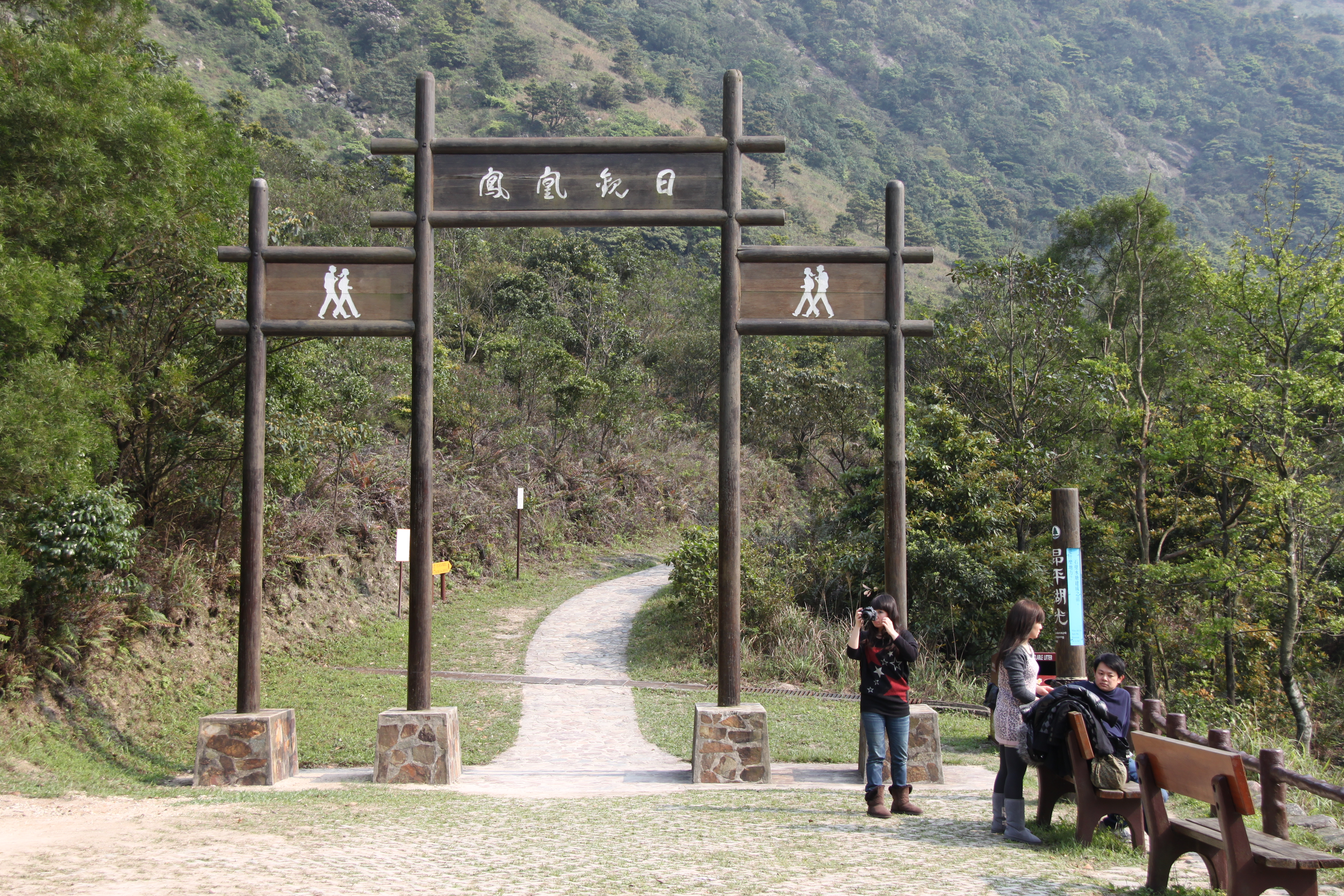
Paifang aus Holz am Lantau-Peak in Hongkong